# NGC 5967
NGC 5967 is een balkspiraalstelsel in het sterrenbeeld Paradijsvogel. Het hemelobject werd op 7 juni 1836 ontdekt door de Britse astronoom John Herschel.

## Synoniemen
- ESO 42-10
- AM 1542-753
- IRAS 15421-7531
- PGC 56078